# 周洪謨
周洪謨（1420年—1492年），字堯佐，四川敘州府長寧縣在城乡（今宜宾市长宁县双河镇）人，明朝政治人物。

## 生平
生於永乐十八年（1420年）。博闻强记，善文词，正统九年（1444年）甲子科四川鄉試第一名舉人，正統十年（1445年）聯捷，成一甲二名进士（榜眼），授翰林院编修，曾參修《环宇通志》。景泰元年（1450年）疏谏帝亲自主持经筵，不久升侍读。成化十二年（1476年），升为礼部右侍郎，不久转任左侍郎，成化十七年（1481年）升礼部尚书，加太子少保。病篤時仍上疏《安中国定四裔十事》疏。赐谥“文安”。

## 墓葬
周洪謨葬於叙州府城东白沙湾，在今宜賓市翠屏區螺絲山南麓。早年已被盜。2013年7月，宜賓市第七中學基建工地發現墓室，并科學發掘。

## 佚事
《萬曆野獲編》周洪謨在成化間任祭酒，極度厭惡烏鴉叫聲，曾招募監生能捕者與之假，人送外號「周鴟鸚」。

## 家族
曾祖周世祥，祖周本原，父周永隆，母韓氏。